# クイーンピンズ
『クイーンピンズ』（Queenpins）は2021年のアメリカ合衆国のコメディ映画。監督はアーロン・ゴーデットとギタ・プラピリー、主演はクリスティン・ベルとカービー・ハウエル＝バプティストが務めた。

## ストーリー
コニー・カミンスキーは就職活動も妊活も上手くいかないという苦境に陥っていた。そんな彼女の唯一の楽しみはクーポン券を集めることだったが、夫のリックはそれを苦々しく思っており、「下らないことをする暇があるならさっさと職を見付けろ」と叱責するばかりであった。
そんなある日、コニーは「クーポン券を偽造すれば一儲けできるのではないか」と閃き、親友のジョアンナと一緒に計画を練って実行に移すことにした。コニーの目論見は見事的中し、2人はこれまでに目にしたことがないほどの大金をせしめることに成功した。罪悪感を覚えつつも喜びを隠せない2人だったが、その背後には既に捜査の手が迫っていた。

## キャスト
- コニー・カミンスキー：クリスティン・ベル
- ジョアンナ・ジョンソン（ジョジョ）：カービー・ハウエル＝バプティスト
- ケン・ミラー：ポール・ウォルター・ハウザー
- テンピ・ティーナ：ビービー・レクサ
- サイモン・キルムリー：ヴィンス・ヴォーン
- アール：ダイオ・オケニイ
- リック・カミンスキー：ジョエル・マクヘイル
- キャプテン・ペイン：ニック・カサヴェテス
- ハリス捜査官：マイケル・マシーニ
- グレッグ：エドゥアルド・フランコ
- アルバート・アンダーソン：ポール・ラスト
- ギラード医師：マーク・エヴァン・ジャクソン
- ミセス・フローレス：リディア・ポルト
- ジョシー：グレタ・オグレスビー
- パーク捜査官：ジャック・マクブレイヤー
- クリスタル：アニー・マモロー
- フラナガン捜査官：スティーヴン・ルート

## 製作・音楽
2019年5月9日、クリスティン・ベルとレスリー・ジョーンズが本作に出演することになったとの報道があった。2020年7月7日、ヴィンス・ヴォーンとポール・ウォルター・ハウザーの起用が発表された。9月、ジョーンズが降板することになり、カービー・ハウエル＝バプティストがその後任を務めることになった。10月、ビービー・レクサがキャスト入りした。12月3日、残りの主要キャストが発表された。2021年9月10日、ソニー・クラシカルが本作のサウンドトラックを発売した。

## マーケティング
2021年6月14日、ShowtimeとParamount+が本作の全米配信権及び放送権を2000万ドルで購入したと報じられた。7月9日、本作のオフィシャル・トレイラーが公開された。

## 評価
本作に対する批評家の評価は平凡なものに留まっている。映画批評集積サイトのRotten Tomatoesには58件のレビューがあり、批評家支持率は47%、平均点は10点満点で5.5点となっている。サイト側による批評家の見解の要約は「『クイーンピンズ』には才能豊かなキャストが揃っている。しかし、低俗な笑いと一貫性のないストーリーのために貧相なコメディになってしまった。」となっている。また、Metacriticには20件のレビューがあり、加重平均値は45/100となっている。